# Dromius
Dromius là một chi bọ cánh cứng thuộc họ Carabidae đặc hữu của miền Cổ bắc (bao gồm châu Âu), miền Tân bắc, Cận Đông và Bắc Phi.

## Hình ảnh

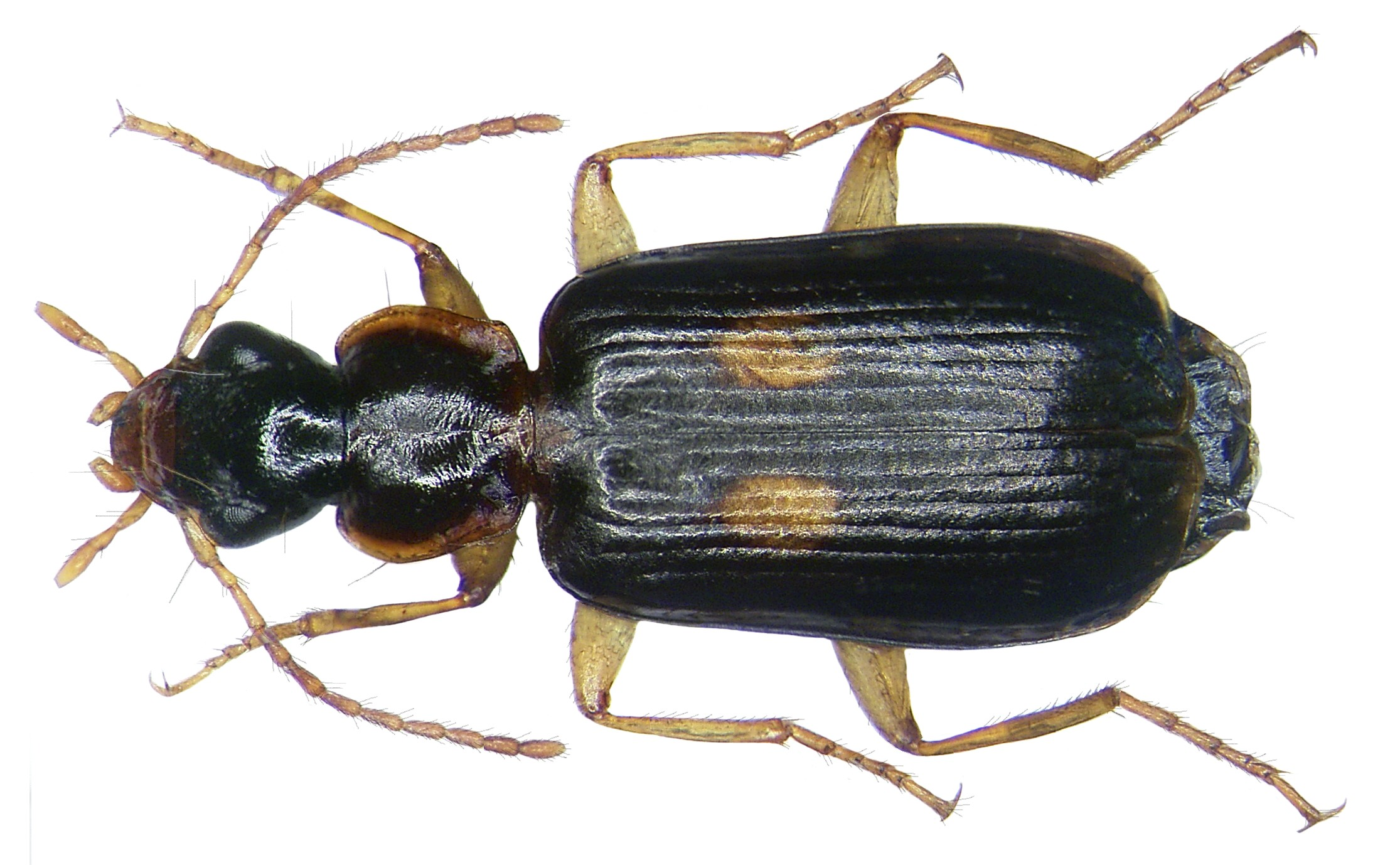
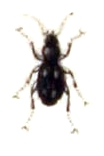